# Hymenochaetales
Hymenochaetales là một bộ nấm trong lớp Agaricomycetes. Theo một thống kê năm 2008, bộ này có khoảng 600 loài.

## Môi trường sống và phân bố
Đa số các loài nấm trong bộ này là nấm hoại sinh, phát triển trên các thân gỗ mục. Tuy nhiên, vẫn có một số loài trong họ Hymenochaetaceae gây mục rữa trên cả các cây đang sống. Các loài trong chi Coltricia và Coltriciella (họ Hymenochaetaceae) là nấm ngoại cộng sinh (ectomycorrhizal). Một số loài trong chi Rickenella (họ Repetobasidiaceae) và các chi lân cận sống ký sinh trên rêu (rêu tản). Bộ Hymenochaetales phân bố rải rác trên toàn thế giới.

## Hình ảnh

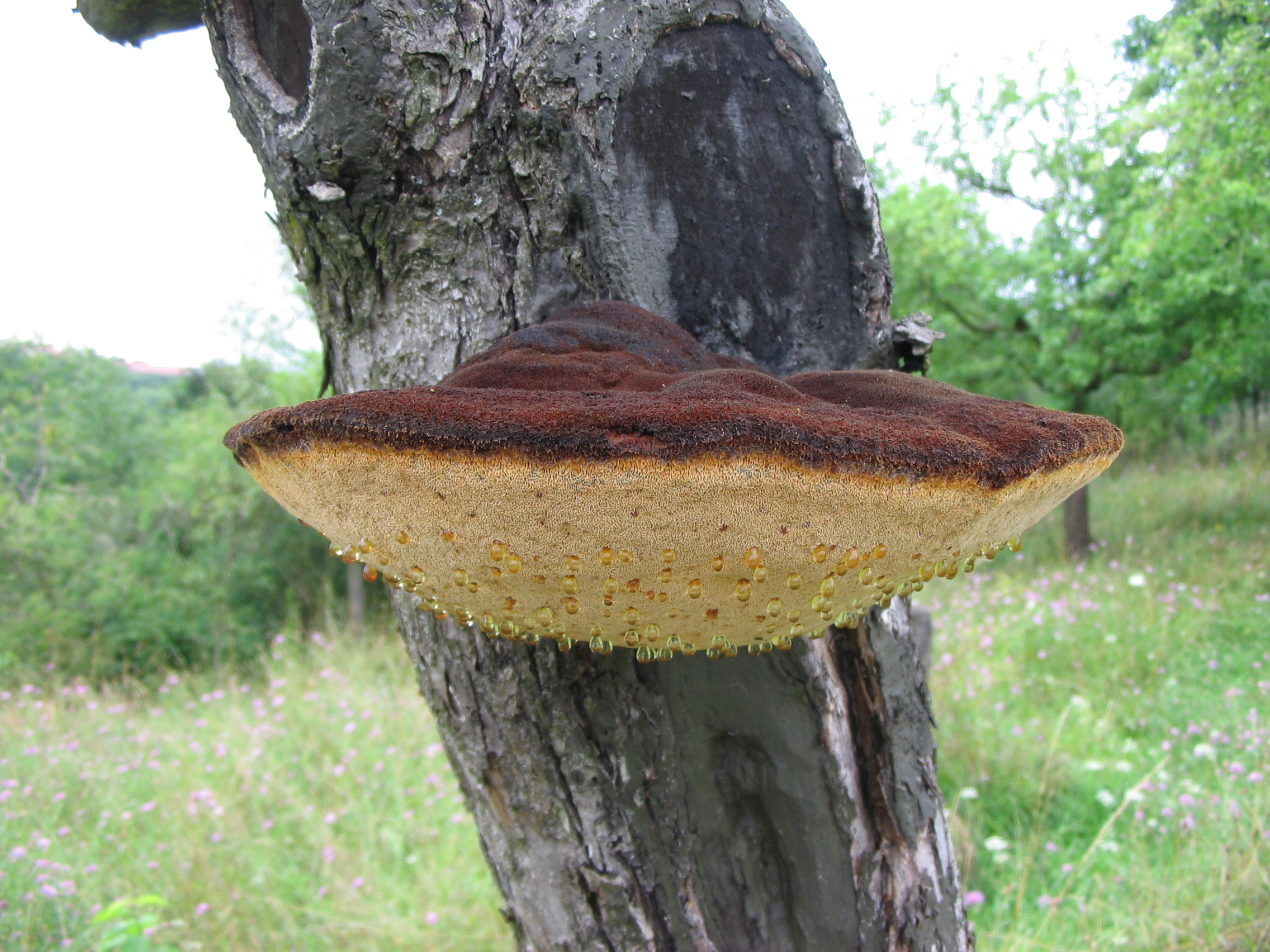
Inonotus hispidus (Hymenochaetaceae)
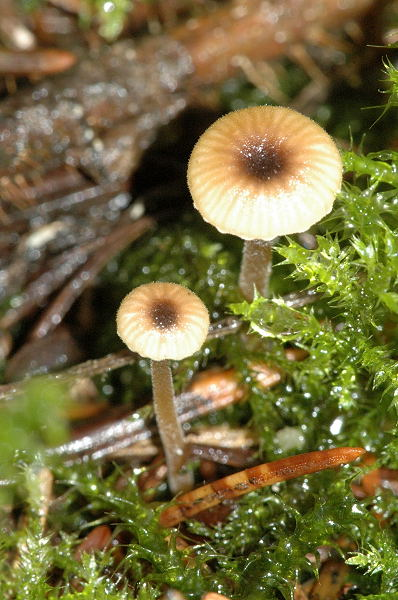
Rickenella swartzii (Repetobasidiaceae)
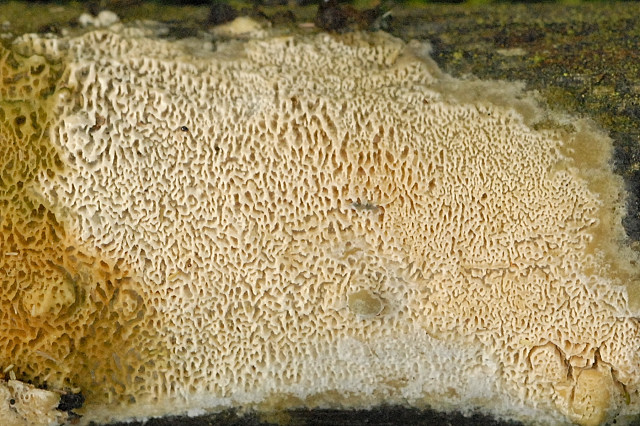
Schizopora paradoxa (Schizoporaceae)
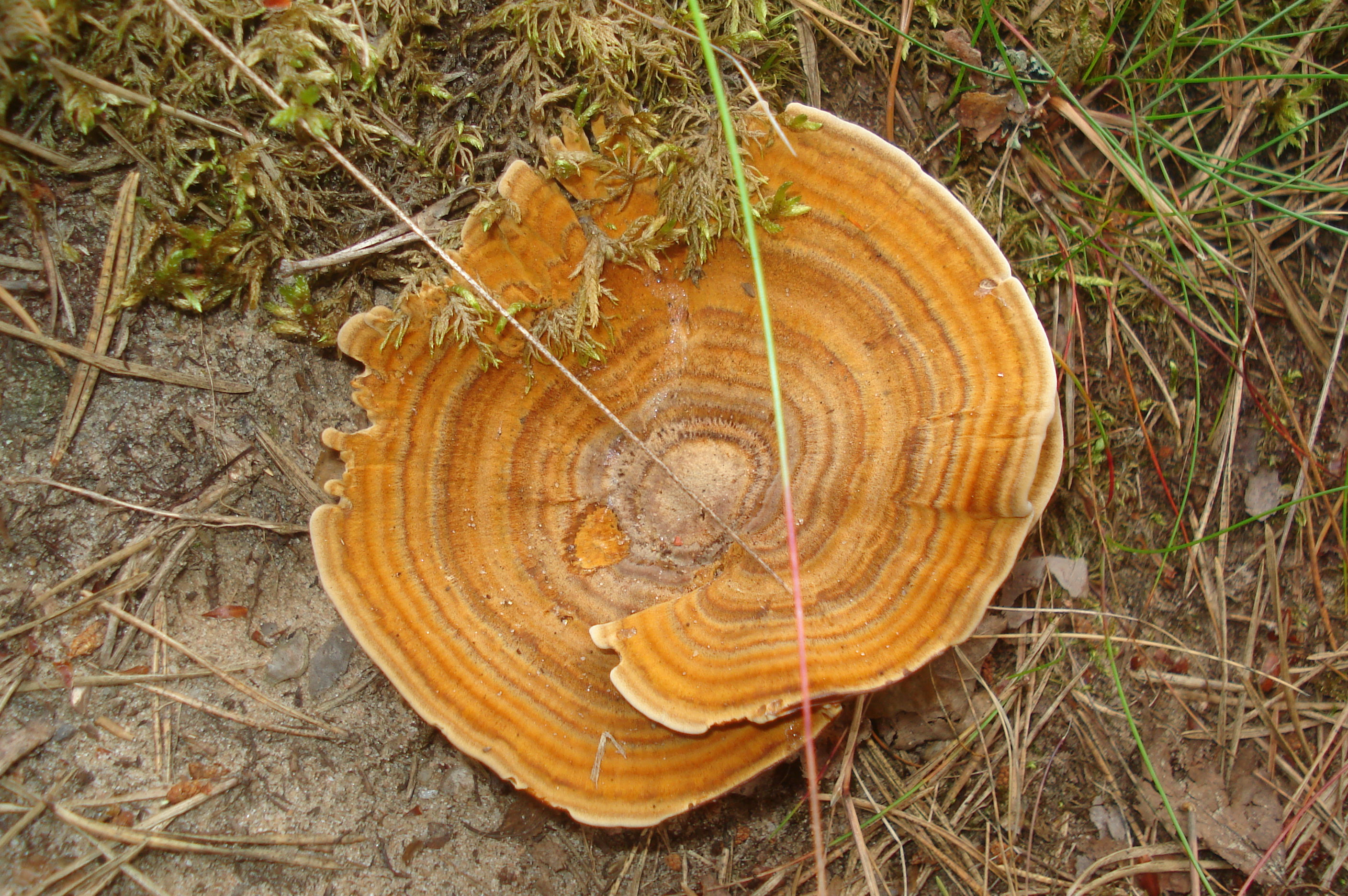
Coltricia perennis (Coltricia)
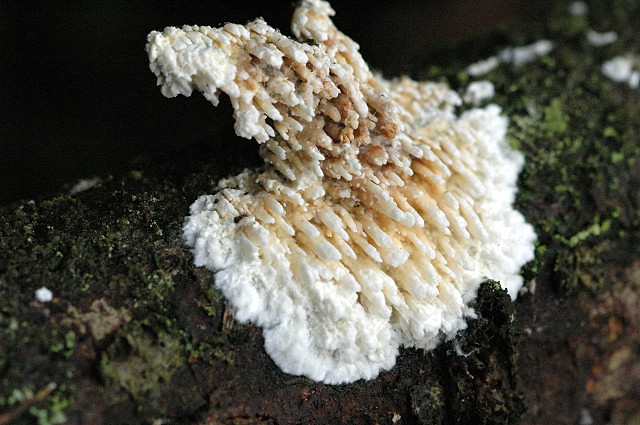
Hyphodontia arguta (Hyphodontia)

## Các chiincertae sedis
Dưới đây là danh sách các chi trong bộ Hymenochatales được xếp vào nhóm incertae sedis (vị trí không chắc chắn), thứ hạng tương đương với cấp họ:
- Atheloderma Parmasto (1968)
- Caeruleomyces Stalpers (2000)[4]
- Cyanotrama Ghob.-Nejh. & Y.C. Dai (2010)[5]
- Fibricium J.Erikss. (1958)
- Ginnsia Sheng H.Wu & Hallenb. (2010)[6]
- Lawrynomyces Karasiński (2013)[7]
- Physodontia Ryvarden & H.Solheim (1977)
- Subulicium Hjortstam & Ryvarden (1979)
- Trichaptum Murrill (1904)